# Fiñana (kommunhuvudort)
Fiñana är en kommunhuvudort i Spanien.   Den ligger i provinsen Provincia de Almería och regionen Andalusien, i den södra delen av landet, 400 km söder om huvudstaden Madrid. Fiñana ligger 959 meter över havet och antalet invånare är 2 413.
Terrängen runt Fiñana är kuperad västerut, men österut är den bergig. Fiñana ligger nere i en dal. Runt Fiñana är det glesbefolkat, med 8 invånare per kvadratkilometer. Fiñana är det största samhället i trakten. Runt Fiñana är det i huvudsak tätbebyggt.